# Кидава-Блонская, Малгожата
Малгожата Мария Кидава-Блоньская (пол. Małgorzata Maria Kidawa-Błońska, урожденная Грабская; род. 5 мая 1957, Варшава) — польский социолог, кинопродюсер, политическая деятельница.
Депутат Сейма V, VI, VII, VIII и IX созывов (2005-2023), государственный секретарь Канцелярии Премьер-министра в 2014—2015 годах, второй спикер правительства Дональда Туска в 2014 году, спикер правительства Евы Копач и спикер седьмого Сейма, от 2015 вице-Маршал Сейма VIII и IX созывов, член Сената XI созыва с 2023 года.

## Биография
В 1983 году окончила факультет философии и социологии Варшавского университета.
Во второй половине 1980-х она работала в литературном отделе Киностудии им. Кароля Иржиковского. С 1994 по 2005 год она была кинопродюсером компании Gambit Production.
Она была избрана в Сейм 25 сентября 2005 года, получив 4615 голосов в 19 варшавском округе, кандидатом от списка «Гражданской платформы». Маршал Сейма с 25 июня 2015 по 11 ноября 2015 года. Заместитель маршалу Сейма с 12 ноября 2015 года.
На 8-м созыве Сейма она стала членом Комитета по вопросам культуры и СМИ. 3 сентября 2019 года ее выдвинула Гражданская коалиция в качестве кандидата в премьер-министры после возможной победы группы на парламентских выборах 13 октября.

## Личная жизнь
Является праправнучкой президента Польши Станислава Войцеховского и Марии Войцеховской, а также премьер-министра Владислава Грабского и Катажины Грабской. Внучка Владислава Яна Грабского и Зофии Войцеховской. Дочь профессора Мацея Владислава Грабского и его жены Елены Грабской, урожденной Новаковской.
Жена кинорежиссера Яна Кидава-Блонского, от которого у неё есть сын Ян.
В 1980 году побывала на съёмках фильма «Государственный переворот» о майских событиях 1926, в которых участвовал Станислав Войцеховский. Познакомилась там со сценаристом Рышардом Гонтажем — бывшим сотрудником карательных органов ПНР, видным деятелем «партийного бетона» ПОРП. Была сделана совместная фотография, которая через тридцать лет превратилась в политический компромат против партии Гражданская платформа.

## Награды
- Орден княгини Ольги III степени (31 марта 2025 года, Украина) — за весомый личный вклад в укрепление межгосударственного сотрудничества, поддержку государственного суверенитета и территориальной целостности Украины[6]